# Air Méditerranée
Air Méditerranée var et flyselskab fra Frankrig. Selskabet havde hub på Aéroport Paris-Charles de Gaulle og hovedkontor i Le Fauga, Haute-Garonne i den sydlige del af landet. Selskabet blev etableret i 1997, og gik konkurs 15. februar 2016.

## Flyflåde
Da Air Méditerranée gik konkurs i februar 2016, producerede selskabet rute- og charterflyvninger til over 40 destinationer, og havde seks fly i flåden.